# Roland Schröder (Medienwissenschaftler)
Roland Schröder (* 1963) ist ein deutscher Medienwissenschaftler, parteiloser Politiker und seit November 2020 hauptamtlicher Bürgermeister der Stadt Menden (Sauerland) im Märkischen Kreis.

## Karriere
Schröder ist Medienwissenschaftler und war Professor an verschiedenen Fachhochschulen.
Roland Schröder promovierte an der Ruhr-Universität Bochum. In seiner Doktorarbeit befasste er sich mit der journalistischen Kultur in Schweden nach dem Zweiten Weltkrieg. Anschließend arbeitete er in verschiedenen Positionen beim Westfälischen Anzeiger und als Pressesprecher für ein Mitglied des Bundestags. Zwischen 1999 und 2002 war Schröder als Entwickler und Redakteur für Websites tätig.
Danach war er Geschäftsführer des Erich-Brost-Instituts für internationalen Journalismus an der TU Dortmund. In dieser Funktion war er Koordinator des im sechsten Forschungsrahmenprogramm geförderten EU-Projekts „Adequate Information Management in Europe“. Ebenfalls ab 2002 war Roland Schröder Dozent für Medienmanagement an der BiTS Iserlohn. Er war erst als Lehrbeauftragter tätig, leitete anschließend unter anderem die Studiengänge Sport & Event Management sowie Communication & Media Management. Danach stand er als Dekan dem Fachbereich Medien & Kommunikation vor, leitet das Bachelor-Programm Journalism & Business Communication und den Master-Studiengang PR & Corporate Communication. Als Prokurist unterstützte er die studentische Unternehmensgründung Weiße Q Consulting. 2013 wechselte Schröder als Campusleiter vom BiTS-Campus in Iserlohn zum Standort Hamburg, der zum Wintersemester 2013/14 den Studienbetrieb mit fünf Bachelor-Studiengängen aus den Bereichen Wirtschaft und Medien aufnahm.
An der University of Applied Sciences Europe in Iserlohn war er ab 2009 als Dekan für den Fachbereich „Medien & Kommunikation“ tätig. Ab dem 1. April 2018 war er Präsident der EBC Hochschule. Die Aufnahme neuer Studierender an der EBC wurde 2019 eingestellt. Von Oktober 2019 bis Oktober 2020 war er Professor an der Hochschule Macromedia in Köln. Er lehrt in den Gebieten Medienmanagement und Journalistik.
Zu den Schwerpunkten seiner Forschung gehören internationale Medienstrukturen, Nutzergewohnheiten und die Konvergenz der Medien.

## Politik
Schröder war lange Zeit Mitglied der SPD, für die er ab 1995 dem Mendener Stadtrat angehörte. Außerdem war er zeitweise als wissenschaftlicher Mitarbeiter bei der SPD-Bundestagsabgeordneten Dagmar Freitag und dem Landtagsabgeordneten Michael Scheffler tätig. Später zog er sich aus der Politik zurück und trat im November 2019 schließlich aus der Partei aus.
Im Dezember 2019 verkündete Schröder, für das Bürgermeisteramt Mendens zu kandidieren. Unterstützt wurde er dabei von seiner ehemaligen Partei SPD sowie von den Grünen und der UWG. In der Stichwahl der Kommunalwahl 2020 setzte er sich mit 74,5 Prozent der Stimmen gegen den von der CDU unterstützten parteilosen Kandidaten Sebastian Arlt durch. Am 2. November übernahm er das Amt offiziell von Martin Wächter (CDU), der nicht mehr angetreten war.
Im Januar 2024 verkündete Roland Schroeder, aus persönlichen Gründen bei den Kommunalwahlen im Herbst 2025 nicht erneut antreten zu wollen.

## Veröffentlichungen
- Comparability and Comparativity of Journalism Cultures in Europe: The Eye Opener Effect. (mit Julia Lönnendonker, Karen K. Rosenwerth, Oliver Hahn) In: Hans Bohrmann, Elisabeth Klaus, Marcel Machill (Hrsg.): Media Industry, Journalism Culture and Communication Policies in Europe. Festschrift für Gerd G. Kopper zum 65. Geburtstag. Vistas Verlag, Berlin 2006. S. 83–106
- Deutsche Auslandskorrespondenten. Ein Handbuch (Hrsg. mit Oliver Hahn und Julia Lönnendönker), UVK Verlagsgesellschaft, Konstanz 2008. ISBN 978-3-86764-091-6.
- Journalistische Kulturen. Internationale und interdisziplinäre Theoriebausteine (Hrsg. mit Oliver Hahn), Herbert von Halem Verlag, Köln 2008. ISBN 978-3-938258-73-6.